# In Person at the Americana
In Person at the Americana — концертный альбом американской певицы Джули Лондон, выпущенный в 1964 году на лейбле Liberty Records. Запись альбома прошла в апреле 1964 года в королевской ложе отеля «Американа» в Нью-Йорке. Аккомпанировал певице оркестр под управлением Дона Бэгли. Бэгли также выступил в роли аранжировщика, продюсером стал Снафф Гарретт.

## Отзывы критиков
Уильям Рульманн в своей рецензии для AllMusic, отметил, что Лондон здесь всё ещё была в состоянии передать свой хриплый, блюзовый шарм. Но по его мнению, к 1964 году этот шарм стал казаться больше зрелым в смысле «старения», а не в смысле «провокации», не только из-за преклонных лет певицы, но и потому, что она, как и все в её области музыкальных развлечений, была маргинализирована «Битлз» и им подобными. Подытожив от заявил, пластинка казалась несколько старомодной уже в тот день, когда она была выпущена.

## Список композиций
| №  | Название                                                                        | Автор(ы)                                              | Длительность |
| -- | ------------------------------------------------------------------------------- | ----------------------------------------------------- | ------------ |
| 1. | «Opening» / «Lonesome Road»                                                     | Натаниэль Шилкерт, Джин Остин                         | 2:32         |
| 2. | «Send for Me»                                                                   | Олли Джонс                                            | 2:15         |
| 3. | «My Baby Just Cares for Me»                                                     | Уолтер Дональдсон, Гас Кан                            | 3:34         |
| 4. | «The Trolley Song»                                                              | Хью Мартин, Ральф Блейн                               | 2:07         |
| 5. | «Daddy»                                                                         | Бобби Труп                                            | 2:56         |
| 6. | «Medley: Basin Street Blues / St. Louis Blues (песня) / Baby Baby All the Time» | Спенсер Уильямс / Уильям Кристофер Хэнди / Бобби Труп | 4:49         |

| №                   | Название                            | Автор(ы)                    | Длительность |
| ------------------- | ----------------------------------- | --------------------------- | ------------ |
| 1.                  | «Kansas City»                       | Джерри Либер, Майк Столлер  | 2:20         |
| 2.                  | «Bye Bye Blackbird»                 | Ray Henderson, Mort Dixon   | 2:27         |
| 3.                  | «By Myself»                         | Артур Шварц, Говард Дитц    | 4:12         |
| 4.                  | «I Love Paris»                      | Коул Портер                 | 2:14         |
| 5.                  | «Gotta Move»                        | Питер Матц                  | 1:39         |
| 6.                  | «Cry Me a River»                    | Артур Гамильтон             | 2:41         |
| 7.                  | «The Man That Got Away» / «Closing» | Гарольд Арлен, Айра Гершвин | 3:12         |
| Общая длительность: | Общая длительность:                 | Общая длительность:         | 37:36        |

## Участники записи
- Джули Лондон — вокал
- Джером Ричардсон[англ.] — язычковые
- Сэл Сальвадор[англ.] — гитара
- Дон Бэгли[англ.] — контрабас, аранжировщик
- Кен Альберс[англ.] — вокальный аранжировщик
- Том Дауд — звукорежиссёр
- Дэвид Хассингер[англ.] — звукорежиссёр